# Lord-lieutenant du Kincardineshire
Ceci est une liste de personnes qui ont servi comme Lord Lieutenant du Kincardineshire.
- Anthony Adrian Keith-Falconer, 5e comte de Kintore 17 mars 1794 – 30 août 1804
- John Arbuthnott, 8e vicomte de Arbuthnott 5 octobre 1804 – 1847
- Sir Thomas Burnett, 8e baronnet 22 avril 1847 – 16 février 1849
- James Carnegie, 9e comte de Southesk 30 mars 1849 – 1856
- Francis Alexander Keith-Falconer, 8e comte de Kintore 28 mai 1856 – 1863
- Sir James Burnett, 10e baronnet 30 décembre 1863 – 17 décembre 1876
- Sir Thomas Gladstone, 2e baronnet 7 octobre 1876 –  20 mars 1889
- Sir Alexander Baird, 1er baronnet 24 décembre 1889 – 1918
- Sir Thomas Burnett, 12e baronnet 25 janvier 1918 – 1926
- Sir John Gladstone, 3e baronnet 20 janvier 1926 – 25 juin 1926
- John Ogilvy Arbuthnott, 14e vicomte de Arbuthnott 22 juillet 1926 – 17 octobre 1960
- Robert Keith Arbuthnott, 15e vicomte de Arbuthnott 20 décembre 1960 – 14 décembre 1966
- George Anderson Murray Saunders 22 mars 1967 – 1977
- John Arbuthnott, 16e Vicomte d'Arbuthnott 8 février 1977 – 1999†
- John Dalziel Beveridge Smart 24 janvier 2000 – 2007
- Carol Elizabeth Margaret Kinghorn (née Saunders) 11 septembre 2007 – présent

†Connu sous le nom de Lord Lieutenant pour la région de Grampian (Comté de Kincardine) jusqu'en 1996